# Joost
Joost - вебсервіс, який дозволяв переглядати різноманітні телевізійні канали, передачі, шоу, фільми, кліпи та інше за допомогою Інтернету. Користувачі могли складати власні плей-листи та канали, а також, завдяки вбудованому чату, спілкуватися один з одним, не відриваючись від перегляду. Програма поширювалася безкоштовно. 
Joost почали розробляти у 2006 році. Працюючи під кодовою назвою "Венеціанський проект", Ніклас Зеннстрем та Янус Фріс зібрали команду із близько 150 розробників програмного забезпечення у приблизно шести містах світу, включаючи Нью-Йорк, Лондон, Лейден та Тулузу. За словами Зеннстрема, 25 липня 2007 року на пресконференції про Skype, що відбулася в Таллінні, Joost зареєстрував більше мільйона бета-тестерів, і його запуск був запланований на кінець 2007 року. 
Команда підписала угоду на створення бета-версії з Warner Music, Indianapolis Motor Speedway Productions (Indianapolis 500, IndyCar Series) та продюсерською компанією Endemol.  У лютому 2007 року Viacom уклав угоду з Joost про розповсюдження його медіаконтенту, зокрема MTV Networks, Black Entertainment Television (BET) та кіностудії Paramount Pictures.
Joost кілька разів проходив реструктуризацію, у 2009 році продав більшу частину своїх активів. У 2012 році припинив діяльність.

## Технологія

P2P-network

Програма базувалася на технології P2PTV і мала передавати зображення з роздільною здатністю близькою до телевізора. Це перетворило ПК у миттєвий телевізор на замовлення без потреби у додатковій установці. Новини, дискусійні форуми, рейтинги шоу та чати з великою кількістю користувачів стали можливими завдяки використанню напівпрозорих накладених віджетів.
Початкова версія програмного забезпечення базувалася на XULRunner, система управління аудіо використовувала ZAP Media Kit. Peer-to-peer технологія для шуканих відео надійшла від компанії Joltid, яка також надавала цю технологію для Skype. P2P для лайв-стримінгу був розроблений з нуля. Перший пробний запуск транслював баскетбольний матч.  Для відтворення відео використовувався відеодекодер CoreCodec, CoreAVC H.264.
Joost запустив свій Widget API 29 серпня 2007 року та закликав сторонніх розробників створити інструменти для своєї платформи TV 2.0.
На відміну від стрімінгових технологій, де усі клієнти отримують сповіщення із сервера, технологія P2P відрізняється тим, що сервери обслуговують лише кілька клієнтів; кожен із клієнтів по черзі розповсюджує стрім до інших. Це перекладає витрати на дистрибуцію із власника каналу до користувача.